# Tomopleura nivea
Tomopleura nivea é uma espécie de gastrópode do gênero Tomopleura, pertencente a família Borsoniidae.